# Цикудія
Цикудія, Цікудія (грец. τσικουδιά) або ракі (грец. ρακή) — грецький алкогольний напій дуже схожий на ципуро, поширений переважно на острові Крит. Цикудію виготовляють з плодів відбірної шовковиці або з виноградної мезги, що залишається після приготування білого вина. На відміну від турецької раки, насіння анісу в готовий напій не додають.
Назва ракі походить від турецької горілки, яку виготовляють у схожий спосіб, і під час окупації острова турками, так було названо і місцевий напій. Греки використовують обидві назви цього напою.
Цикудія не тільки улюблений алкогольний напій критян, але і невід'ємний елемент критської культури і способу життя. Зазвичай традиційним часом приготування є період з жовтня по грудень, який вважається святковим у місцевих жителів. Більшість жителів виготовляють ракі у себе вдома.
Згідно з рішенням Ради міністрів сільського господарства ЄС, за грецькими міцними напоями цикудія, узо, ципуро і кіпрським зіванія закріплені права на аутентичність продукту, які будуть захищені законодавством ЄС. Вказані напої включені до списку в рамках нового європейського закону про найменування алкогольної продукції згідно з їхнім унікальним географічним місцем виробництва.
На Криті найбільшим виробником цикудії є компанія DS Distillers, яка була утворена у 2000 році, коли сім'ї Діамантакіс і Стаматакіс з Іракліону об'єднали свої приватні виробництва.